# La bella Lola

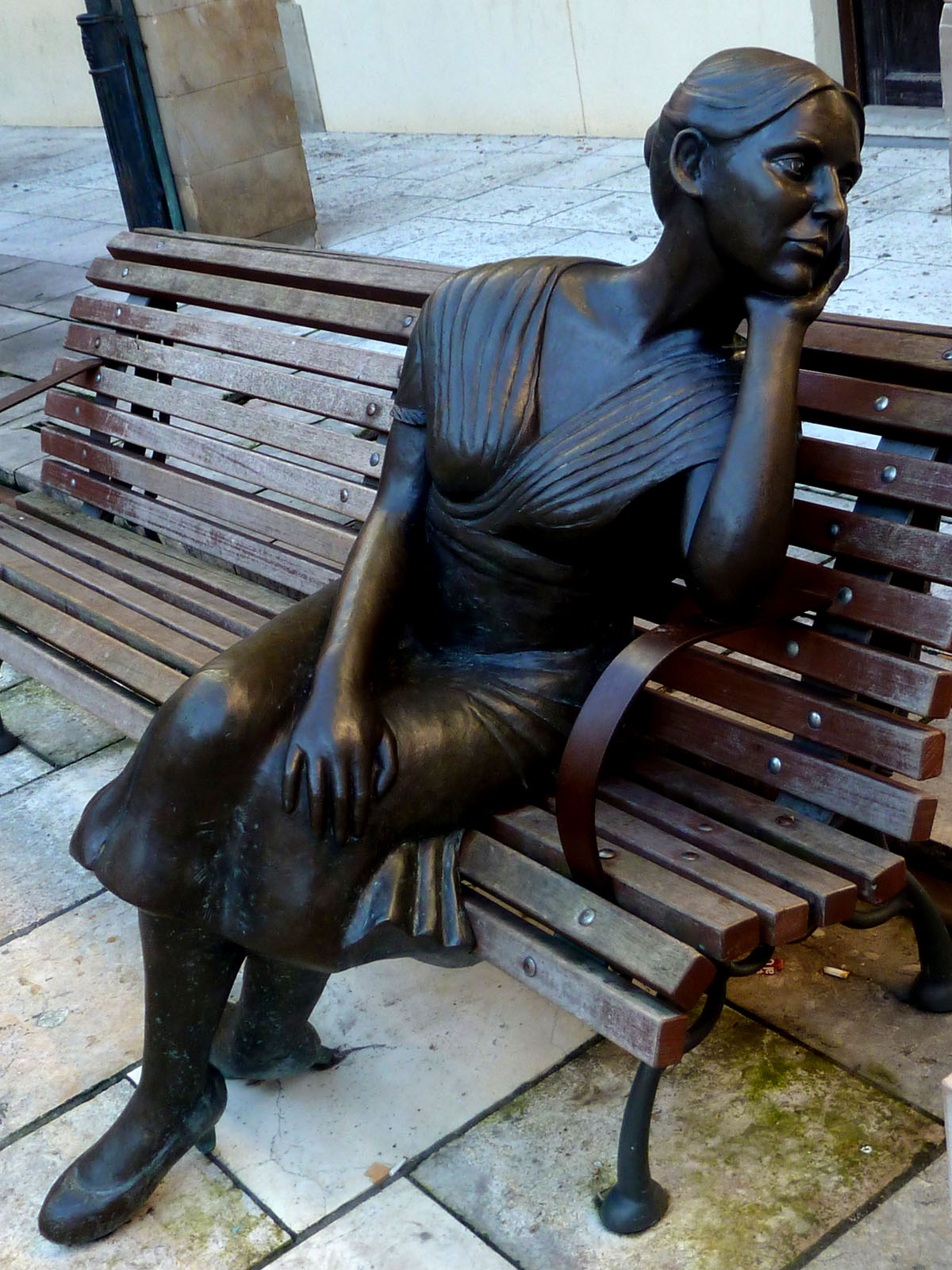
La bella Lola.

La escultura urbana conocida como La bella Lola, ubicada en el interior de la plaza del Fontán, entre la fuente y la entrada del Arco de los Zapatos, en la ciudad de Oviedo, Principado de Asturias, España, es una de las más de un centenar que adornan las calles de la mencionada ciudad española.
El paisaje urbano de esta ciudad se ve adornado por obras escultóricas, generalmente monumentos conmemorativos dedicados a personajes de especial relevancia en un primer momento, y más puramente artísticas desde finales del siglo XX.
La escultura, hecha en bronce, es obra de Carmen Fraile, y está datada en 2009. La escultura, donación de la ciudad de Torrevieja, Alicante, es parte de los eventos que se realizaron con motivo del hermanamiento de las ciudades de Oviedo y Torrevieja. Es una réplica de otra que está instalada en el paseo marítimo de Torrevieja, con la que se quiere representar los sentimientos de todas las mujeres de Torrevieja al despedir en el puerto a sus parejas. El nombre de la obra es igual al título de una famosa habanera   de Arturo Dúo Vital.
La pieza muestra una mujer sentada en un banco, de mirada ausente, como pensando, añorando alguna cosa. La cabeza la apoya sobre el brazo izquierdo, mirando el mar de donde ha de volver su ser amado. Puede contemplarse al lado una  placa con la inscripción: «LA BELLA LOLA» / AUTORA: CARMEN FRAILE / DONADA POR EL AYUNTAMIENTO DE TORREVIEJA A OVIEDO CON / MOTIVO DEL HERMANAMIENTO / DE LAS DOS CIUDADES SIENDO ALCALDES / D. PEDRO HERNANDEZ MATEO Y D. GABINO DE LORENZO FERRERA / 11 DE AGOSTO DE 2009».